# 国际通货符号
国际通货符号（¤）是用于表示未指定的通货的符号。也称作scarab。也用于字符集没有指定通货符号时的代用品。 Unicode编码U+00A4 ¤ CURRENCY SIGN ，HTML：&#164; &curren;，Windows Alt+0164。

## 歷史
1972年ISO 646引入这个字符。 意大利建议用作美元符的可选替代。
法语键盘支持此符号。

## 指示意义
适宜应用，例如¤12.50解释为某种通货的12.5个单位，但此种通货未指明，依赖于上下文可能知道是哪种通货。 
国际贸易中，常用ISO 4217的通货三字符代码，而不是通货符号，以免不同字符集对同一字符解释不同。 